# Тамада Кейдзі
Кейдзі Тамада (яп. 玉田 圭司, нар. 11 квітня 1980, Ураясу) — японський футболіст, нападник клубу «Нагоя Грампус».
Виступав протягом кар'єри за клуби «Касіва Рейсол» і «Нагоя Грампус», вигравши з першим кубок японської ліги, а з другим національний чемпіонат та суперкубок. Крім того виступав за національну збірну Японії, у складі якої став чемпіоном Азії 2004 року.

## Клубна кар'єра
У дорослому футболі дебютував 1999 року виступами за «Касіва Рейсол», в якій провів шість сезонів, взявши участь у 109 матчах чемпіонату і допомігши клубу 1999 року виграти кубок японської ліги.
Після того як «Касіва» вилетіла з елітного японського дивізіону, Кейдзі на початку 2006 року перейшов у клуб «Нагоя Грампус». Наразі встиг відіграти за команду з Нагої 216 матчів в національному чемпіонаті. За цей час виборов титул чемпіона Японії та володаря національно суперкубка.

## Виступи за збірну
В національній збірній Японії Кейдзі Тамада дебютував 31 березня 2004 року в матчі зі збірною Сінгапуру. 
У складі збірної був учасником кубка Азії з футболу 2004 року у Китаї, здобувши того року титул переможця турніру, розіграшу Кубка конфедерацій 2005 року у Німеччині, чемпіонату світу 2006 року у Німеччині та  чемпіонату світу 2010 року у ПАР.
Всього до 2010 року провів у формі головної команди країни 72 матчі, забивши 16 голів, після чого перестав викликатись.

## Статистика
Статистика виступів у національній збірній.
| Збірна Японії | Збірна Японії | Збірна Японії |
| Роки          | Ігри          | голи          |
| ------------- | ------------- | ------------- |
| 2004          | 18            | 5             |
| 2005          | 16            | 2             |
| 2006          | 7             | 2             |
| 2007          | 0             | 0             |
| 2008          | 12            | 4             |
| 2009          | 10            | 1             |
| 2010          | 9             | 2             |
| Усього        | 72            | 16            |

## Титули і досягнення
- Володар Кубка Джей-ліги (1):

«Касіва Рейсол»: 1999
- Чемпіон Японії (1):

«Нагоя Грампус»: 2010
- Володар Суперкубка Японії (1):

«Нагоя Грампус»: 2011
- Володар Кубка Азії (1):

 Японія: 2004